# Ислам Ђугум
Ислам Ђугум (1960) је бивши босанскохерцеговачки атлетичар специјалиста за трчање маратона и ултрамаратона, државни рекордер Босне и Херцеговине, олимпијски репрезентативац. Тренутно ради као тренер у АК Босна из Сарајева.

## Биографија
У тринаестој години је заиграо у јуниорској екипи ФК Будућност из Дувна, да би ускоро још као јуниор постао и првотимац клуба, који се тада такмичио у Херцеговачкој зони. Поред фудбала, у тој средини велику популарност уживале су разна тркачка такмичења, која су обележавала поводе значајних историјиских датума. Победника је чекала, награда угланом печени ован. Ђугум већ афирмисани фудбалер је често учествовао и побеђивао на овим тркама.
Прекретница у његовој каријери је настала када је после завршене средње школе, отишао на одслужење војног рока у Карловац и ту као војник учествовао на традиционалној уличној трци Карловца. Ова трка је била престижна атлетска манифестација у тадашњој држави, а за Ђугума је важна шрто му је то био први званични наступ у сениорској конкуренцији и прва победа која је означила почетак атлетске каријере.
Иако је Дувно била мала средина, дала је неколико југословенских атлетски репрезентативаца и рекордера: Иван Иванчић, Симо Важић и Винко Покрајчић, којима се прикључио и Ђугум.
По повратку из армије одлази у Сарајево на факултет и прикључује се да тренира у АК Сарајево, опредјељујући се за средње и дуге пруге, од 1.500 м до маратона. Тренер му је био Лазар Ћировић, који је већ био тренер познатим тркачима репрезентативцима Винку Покрајчићу и Сеаду Конди. Ислам Ђугум се упорним тренингом наметнуо за наступ на великим такмичењима у саставу прве екипе. Резултатима које је остваривао пласирао се међу осам најуспешнијих у Југославији и постао репрезентативац на основу резултат постигнутог на једном од најпознатијих маратона у то време у Ћуприји.
На 10.000 м трчао је испод 10 минута 29:54,55 мин, 5.000 за 14:21,17 мин, 1.500м 3:47,11 минута. Низу добрих резултата треба додати и време 1:08,48, које је постигао у полумаратону 3. марта 1996. године на атлетском митингу у Техерану, што је уједно и рекорд Босне и Херцеговине. Наступајући у више дисциплина, стечено искуство га је определило за маратон, што је и потврдио наступом на Европско првенству 1994. у Хелсинкију
резултатом од 2:29,11 ., а на Светском првенству 1996. у Гетеборгу претрчао је маратон за 2:38,17 часова.
Најбољи резултат у маратону остварио је 10. маја 1995. године на међународном митингу у Анањи (Италија), када је ову раздаљину претрчао за 2:24,01 час и тиме испунио Б олимпијску норму, чиме је обезбедио наступ на Летњим олимпијским играма у Атланти, а то му је, према сопственим речима, и била круна каријере. На тим играма доживио је највећу част као спортиста када је на церемонији отварања Игара предводио репрезентацији Босне и Херцеговине у свечаном дефилеу, носио заставу своје земље. Маратонску трку је завршио на 107. месту од 124 такмичара
Сумирајући такмичарске резултате је истрчао је маратонску трку више од педесет пута и то сваки пут у времену испод три сата, а и данас држи рекорд Босне и Херцеговине у ултрамаратону (50км) са 3:10,17 часова.
По завршетку такмичарске каријере определио се за тренерски рад у АК Босна које делује у оквиру Универзитетског спортског друштав Босна из Сарајева.